# Amado Alonso
Amado Alonso (ur. 1896, zm. 1952) – hiszpański filolog i krytyk literacki. Położył zasługi na polu stylistyki językoznawczej.

## Wybrana twórczość
- Estructura de las sonatas de Valle Inclán (1928)
- El problema de la lengua en América (1935)
- Castellano, español, idioma nacional. Historia espiritual de tres nombres (1938)
- Poesía y estilo de Pablo Neruda (1940)
- Ensayo sobre la novela histórica: El modernismo (1942)
- Estudios lingüísticos. Temas españoles (1951)
- Estudios lingüísticos. Temas hispanoamericanos (1953)
- Materia y forma en poesía (1955)
- De la pronunciación medieval a la moderna en español (1955)